# Aml Ameen
Aml Ameen (Londres, 30 de julio de 1985) es un actor británico. Entre sus papeles se encuentra el de Alby en la película de ciencia ficción The Maze Runner (2014). En televisión, ha trabajado, entre otras, en las series The Bill (2006-2007), Harry's Law (2011-2012) y Sense8 (2015).

## Biografía
Aml Ameen nació el 30 de julio de 1985 en Londres. A los siete años, comenzó a tomar clases de teatro en la Barbara Speake Stage School.
En 2006, protagonizó la película independiente Kidulthood. Por su actuación, fue nominado a Actor revelación en los Screen Nation Film and Television Awards.[cita requerida] Entre 2006 y julio de 2007, interpretó a Lewis Hardy en la serie de televisión The Bill. Por este papel, ganó un Screen Nation Award al mejor actor. 
En 2008, interpretó a Anthony en Dis/Connected, programa piloto de BBC 3. En 2012, participó en el largometraje de George Lucas Red Tails. En 2013, interpretó a la versión joven del personaje de Forest Whitaker en The Butler, dirigida por Lee Daniels. Ese año, se confirmó su participación en la película The Maze Runner, donde tuvo el papel de Alby. En 2014, integró el reparto de Beyond the Lights.
En 2015, personificó a Capheus en Sense8. Sin embargo, abandonó la serie durante la grabación de la segunda temporada debido a un conflicto con Lana Wachowski y fue reemplazado por Toby Onwumere. Ese año, actuó en la película Lila & Eve. En 2016, trabajó en dos largometrajes: The Naked Poet y Soy Nero. En 2018, actuó en Yardie, de Idris Elba y en Parallel, película dirigida por Isaac Ezban que se estrenó en Festival Internacional de Cine Fantástico de Bruselas.

## Filmografía

### Cine
| Año  | Título            | Papel                |
| ---- | ----------------- | -------------------- |
| 2006 | Kidulthood        | Trife                |
| 2012 | Red Tails         | Bag O'Bones          |
| 2013 | The Butler        | Cecil Gaines (joven) |
| 2014 | The Maze Runner   | Alby                 |
| 2014 | Beyond the Lights | Trey                 |
| 2015 | Lila & Eve        | Stephon              |
| 2016 | Soy Nero          | Bronx                |
| 2016 | The Naked Poet    | Ryan                 |
| 2018 | Yardie            | Dennis Campbell      |
| 2018 | Parallel          | Devin                |
| 2021 | Boxing Day        | Melvin Mckenzie      |

### Televisión
| Año       | Título            | Papel          | Notas                    |
| --------- | ----------------- | -------------- | ------------------------ |
| 2003      | EastEnders        | Simon          |                          |
| 2003      | Holby City        | Bradley        |                          |
| 2006-2007 | The Bill          | Lewis Hardy    |                          |
| 2008      | Fallout           | Dwayne         | Película para televisión |
| 2008      | Dis/Connected     | Anthony        |                          |
| 2009      | Gunrush           | Wesley         | Película para televisión |
| 2012      | CSI: Miami        | Jack Brody     | 1 episodio               |
| 2011-2012 | Harry's Law       | Malcolm Davies | 13 episodios             |
| 2015      | Sense8            | Capheus        | 12 episodios             |
| 2020      | I May Destroy You | Simon          | 4 episodios              |
| 2022      | The Porter        | Junior Massey  |                          |